# Be'er Tuvia
Be'er Tuvia (in ebraico בְּאֵר טוֹבִיָּה‎?, Be'er Toviya, letteralmente "pozzi di Tuvia") è un moshav nel Distretto Meridionale di Israele. Situato vicino alla città di Kiryat Malakhi, ricade sotto la giurisdizione del consiglio regionale di Be'er Tuvia. Nel 2018 la sua popolazione era di 1 214 abitanti.

## Storia
Nel 1887, un gruppo di pionieri della Prima Aliyah provenienti dalla Bessarabia fondò una moshava, che chiamarono Qastina, dal nome dell'omonimo villaggio palestinese vicino. Sebbene sostenuta dal barone Edmond de Rothschild, la moshava non prosperò a causa della mancanza d'acqua, della distanza da altri centri ebraici, degli attacchi dei vicini paesani arabi e delle tese relazioni tra i coloni e l'amministrazione del barone.
Nel 1896 l'associazione Hovevei Zion a Odessa acquistò dei terreni e arrivarono nuovi coloni. Qastina fu rinominata Be'er Tuvia - un adattamento del nome arabo del sito, "Bir Ta'abya". Nel 1910, la colonia dovette nuovamente affrontare il collasso finanziario e alcuni membri si affidarono al Fondo Nazionale Ebraico (JNF) con una proposta di acquisto di terreni e case. Il JNF fu d'accordo, ma a causa del disaccordo con Hovevei Zion ciò non accadde mai. Invece, il JNF ha compensato gli agricoltori che hanno lasciato Be'er Tuvia e nel 1913 hanno portato gli agricoltori da Hulda per sostituirli. In breve tempo, la situazione della colonia fu molto migliorata.
Secondo il censimento del 1922 in Palestina, condotto dalle autorità del mandato britannico, Be'er Tuvia aveva una popolazione di 112 abitanti, tutti ebrei.
La moshava fu praticamente distrutta durante i moti in Palestina del 1929 e dovette essere abbandonata.
Nel 1930, fu fondato di nuovo come moshav da veterani della Legione Ebraica e kibbutznik, per lo più membri di Kfar Giladi e Merhavia. Al momento del censimento del 1931, c'erano 62 case occupate e una popolazione di 206 ebrei, 4 cristiani e 2 musulmani. Dopo la scoperta dell'acqua, Be'er Tuviya divenne uno dei moshavim più prosperi del Paese. Durante la seconda guerra mondiale, molti membri del moshav si arruolarono nell'esercito britannico.
Durante la guerra arabo-israeliana del 1948, il moshav fu usato dalle forze di difesa israeliane come base per le truppe che combattevano l'Egitto nel Negev.
L'economia del moshav si basa principalmente sugli agrumi e sull'agricoltura intensiva.